# Vespa anglica
Vespa anglica är en getingart som beskrevs av Giovanni Gribodo 1892.
Vespa anglica ingår i släktet bålgetingar och familjen getingar. Inga underarter finns listade i Catalogue of Life.